# وست فیرویو (پنسیلوانیا)
وست فیرویو (به انگلیسی: West Fairview) یک منطقهٔ مسکونی در ایالات متحده آمریکا است که در شهرستان کامبرلند، پنسیلوانیا واقع شده‌است. وست فیرویو ۰٫۸۷ کیلومتر مربع مساحت و ۱٬۲۸۲ نفر جمعیت دارد و ۱۰۹٫۷۳ متر بالاتر از سطح دریا واقع شده‌است.